# Balssipotamon fruehstorferi
Balssipotamon fruehstorferi е вид десетоного от семейство Potamidae.

## Разпространение и местообитание
Видът е разпространен във Виетнам.
Обитава сладководни басейни, реки и потоци.